# Nieuwe Westelijke Oeververbinding
De Nieuwe Westelijke Oeververbinding (NWO) was een mogelijke nieuwe oeververbinding over of onder de Nieuwe Waterweg ten westen van Rotterdam. De oeververbinding moest de snelwegen A15 en A20 verbinden. Er waren twee alternatieven, het zogenaamde Oranjetracé tussen de Europoort en Maasdijk, en het Blankenburgtracé tussen Rozenburg en Maassluis. De planstudie werd in 2011 uitgevoerd, en op 7 december van dat jaar werd voor de Blankenburgtunnel gekozen, die later als officiële naam Maasdeltatunnel heeft gekregen.

## Achtergrond
In 1967 kwam de Beneluxtunnel gereed en gedurende de jaren 50, 60 en 70 werden achtereenvolgens de Rotterdamse havens, Europoort en de Maasvlakte ontwikkeld. Vanaf 2013 kwam daar de Maasvlakte 2 bij. Ten westen van de Beneluxtunnel zijn geen vaste oeververbindingen over de 25 kilometer tot aan de Noordzee, terwijl er twee economisch zeer belangrijke gebieden ten noorden en zuiden van de Nieuwe Waterweg liggen, namelijk de Mainport Rotterdam en de Greenport Westland, met daarachter het stedelijk gebied van Den Haag. Verkeer tussen deze economische centra moet gebruikmaken van veerdiensten of de Beneluxtunnel. Met de voltooiing van de A4 tussen Delft-Zuid en het knooppunt Kethelplein en verdere ruimtelijke ontwikkelingen was de gedachte dat de Beneluxtunnel na 2015 zijn capaciteit zou benaderen of overschrijden. Dit was tevens reeds het geval bij de andere grote oeververbindingen in de regio, primair de Maastunnel en de Van Brienenoordbrug. Om dit bereikbaarheidsprobleem op te lossen werd een nieuwe oeververbinding noodzakelijk geacht.

## Financiering en aanleg
In 2011 heeft de minister van Infrastructuur en Milieu (IenM) een beslissing genomen over de voorkeursvariant, zodat men de procedures kan starten. De rijksbijdrage voor het project, dat ook de verbreding van de A20 omvat, is € 1,2 miljard. De resterende € 300 miljoen wordt met tolheffing bekostigd. Indertijd was de intentie om de NWO rond 2022 open te stellen.

## Oranjetracé
Het Oranjetracé was de meest westelijke variant, en ligt op circa 6 kilometer van de monding van de Nieuwe Waterweg in de Noordzee bij Hoek van Holland, ter hoogte van de Maeslantkering. Deze verbinding had het gereserveerde nummer A54. De Oranjeverbinding kruist de Nieuwe Waterweg en het Calandkanaal en zou worden uitgevoerd met 2x2 rijstroken. Deze verbinding sluit vlak bij de Dintelhavenbrug aan op de A15 en loopt tussen de olieterminals door. Hiervoor is altijd ruimte vrijgehouden voor het tracé, maar een ongelijkvloers knooppunt met de A15 was niet mogelijk. Aan de kant van het Westland is deels ruimte vrijgehouden, maar zouden er kassen verplaatst moeten worden om deze verbinding mogelijk te maken. Bij Westerlee zou de Oranjeverbinding aan op de A20 aansluiten. De Oranjetunnel is afgevallen omdat de kosten twee keer zo hoog zijn als het Blankenburgtracé en er bovendien aanzienlijk minder verkeer gebruik van zal maken.

## Blankenburgtracé
De Blankenburgverbinding ligt dichter bij Rotterdam, tussen Rozenburg en Maassluis. Deze ligt op circa 7 kilometer ten westen van de Beneluxtunnel en 15 kilometer van de monding van de Nieuwe Waterweg in de Noordzee bij Hoek van Holland. Deze verbinding heeft het gereserveerde nummer A24. Hij sluit aan de oostkant van Rozenburg aan op de A15, niet ver van de Thomassentunnel. Aan de kant van Maassluis loopt deze verbinding ruim ten oosten van Maassluis langs en sluit aan op de A20. Aan de kant van Rozenburg is hiervoor ruimte vrijgehouden. Aan de kant van Maassluis is ruimte ruimschoots voorhanden, maar zijn inpassingsmaatregelen benodigd. De Blankenburgverbinding zal 2x3 rijstroken tellen. Tevens wordt de A20 naar 2x3 rijstroken verbreed ten oosten van de A24.